# 1561 Fricke
1561 Fricke је астероид главног астероидног појаса са пречником од приближно 26,03 .
Афел астероида је на удаљености од 3,603 астрономских јединица (АЈ) од Сунца, а перихел на 2,780 АЈ.
Ексцентрицитет орбите износи 0,128, инклинација (нагиб) орбите у односу на раван еклиптике 4,348 степени, а орбитални период износи 2083,201 дана (5,703 година).
Апсолутна магнитуда астероида је 11,60 а геометријски албедо 0,059.
Астероид је откривен 15. фебруара 1941. године.